# تفجيرات بني عمران 2008
كانت تفجيرات بني عمران 2008 عبارة عن تفجيرين وقعا في 9 يونيو وأسفرا عن مقتل 13 شخصًا في مدينة بني عمران التي تقع في ولاية بومرداس، على بعد 50 كـم (31 ميل) من مدينة الجزائر، عاصمة الجزائر. وتسبب الانفجار الأول في قتل مواطن فرنسي وسائقه الجزائري وهما يغادران محطة السكك الحديدية في المدينة. ووقع الانفجار الثاني بعد خمس دقائق من الأول، مع وصول عمال الإنقاذ. وأسفر عن مقتل ثمانية جنود وثلاثة من رجال الإطفاء، في حين تعرض عدد غير مؤكد من الأشخاص للإصابة. ويبدو أن كلا الجهازين قد تم تفجيرهما عن بعد. ولم تعلن أي جماعة مسؤوليتها عن التفجيرات، والتي تبعت هجمات ألقي فيها باللوم على تنظيم القاعدة في بلاد المغرب الإسلامي. وقد كان الفرنسي مهندسًا يعمل لدى شركة فرنسية في مشروع تجديد بالمحطة.

## ردود الفعل الدولية

### الدول
- فرنسا – أدان وزير الخارجية الفرنسي، برنار كوشنار، الهجوم. قائلاً، «أود التعبير عن شعوري بالاستياء وإدانتي المطلقة لهذا العنف الإرهابي الأعمى الذي لا يمكن تبريره».

## وصلات خارجية
- BBC News